# Girondins de Bordeaux HBC
Ne doit pas être confondu avec Football Club des Girondins de Bordeaux, Girondins de Bordeaux omnisports ou Girondins de Bordeaux hockey club.
Maillots
Actualités
Dernière mise à jour : 28 janvier 2024.
Les Girondins de Bordeaux Bastide HBC est un club de handball français basé à Bordeaux, depuis 1945.
D'abord section handball du club omnisports des Girondins de Bordeaux omnisports, un club autonome est créé en 1988 et performe dans l'élite, remportant notamment la Coupe de France 1990 et voyant quatre de ces joueurs terminer meilleur buteur du Championnat de France. Le club évolue dans les divisions inférieures à partir de 2002 avant d'être contraint de déposer le bilan en 2014.
Une nouvelle association est créée en septembre 2014 sous le nom de Girondins de Bordeaux Bastide HBC. Elle évolue pour la saison 2023-2024 en Championnat de France de Nationale 3.

## Histoire

### Section du club omnisports
Une section de handball des Girondins de Bordeaux omnisports est créée à la sortie de la seconde guerre mondiale. Finaliste du Championnat de France Excellence (D2) en 1958, le club accède ainsi à la Division nationale dont il atteint la finale dès sa première saison en 1958-1959
Vainqueur du Championnat de France Excellence en 1965, la section retrouve l'élite où se trouve déjà le Bordeaux Étudiants Club. Deuxième de la poule Ouest en 1967, le club accède ainsi aux quarts de finale du championnat où il se fait sèchement battre par l’ASP Police Paris 42 à 21. S’il ne participe ensuite plus à la phase finale de la compétition, le club reste en Nationale 1 (plus haut niveau national à l'époque) jusqu’en 1972 où le club est relégué.

### Création d'un club autonome
Dans le cadre de la création d’un club de haut niveau souhaité par la Ville de Bordeaux, la section Handball des Girondins de Bordeaux omnisports est mise en sommeil et un protocole d’utilisation du nom Girondins de Bordeaux au profit de la nouvelle association de Handball est signé en 1988.
Le club est créé dès 1986 sous l'impulsion de la Fédération française de handball et de la Ligue d'Aquitaine de handball afin de doter Bordeaux d'une équipe de handball de haut niveau. Composée des meilleurs joueurs issus de différents clubs bordelais (Bordeaux EC, Stade Pessac UC, ASPOM Bègles et CA Bègles), la nouvelle entité prend la place du Stade Pessac UC en Nationale 2 et gravit rapidement les échelons pour se retrouver en Division 1 en 1989 après avoir remporté le Championnat de France de Nationale 1B (actuelle Division 2).
Dès sa première saison dans l’élite, le club gagne la coupe de France en 1990 puis est troisième du championnat en 1991. Lors des saisons suivantes, le club ne parvient à faire mieux qu’une cinquième place en 1998 et est finalement relégué à l’issue de la saison 2001-2002.
En 2009, l'équipe est sous la direction commune de Geoffrey Cassagne et Loïc Camberou. Elle compte dans ses rangs le petit frère de l'international Jérôme Fernandez, Ludovic Fernandez, Lilian Laslandes ancien footballeur international français (7 sélections, 3 buts) et Sedrick Ignol, arrière qui a notamment joué à Créteil, Pontault-Combault ou encore Ivry.
Il s'agissait d'un des principaux clubs de Gironde, avec l'Union Mios-Biganos-Bègles Handball qui évolue en Division 1 féminine et le Mérignac Handball qui évolue en Division 2 féminine. En Nationale 1, les clubs girondins sont l'Étoile Sportive Bruges Handball, le Lormont Handball Hauts de Garonne et le Handball Club Libourne.
En juillet 2014, le club dépose le bilan et il est placé en liquidation judiciaire le 6 août 2014,.

### Girondins de Bordeaux Bastide HBC
Une nouvelle association est créée en septembre 2014 sous le nom de Girondins de Bordeaux Bastide HBC.
Le club évolue alors en Championnat de France de Nationale 2 dans la Salle Jean Dauguet. Mais les difficultés financières n’ont pas disparues et en 2016, le club fusionne avec le club de Floirac-Cenon pour former l'Union Girondins de Bordeaux Bastide-Floirac Cenon HB. Cette union regroupant l’équipe 1 évoluant en Nationale 1, l’équipe réserve en championnat régional et l’équipe de -18 garçon en championnat de France.
Cependant, l’Union termine avant-dernière de sa poule en Championnat de Nationale 1 lors de la saison 2016-2017 et est ainsi relégué en Championnat de France de Nationale 2. Durant la saison 2018-2019, l’Union parvient à la fin de la saison à obtenir son ticket pour le championnat de Nationale 1. Actuellement, le club évolue en Nationale 3 pour cette saison 2023-2024.

## Palmarès
- Coupe de France (1)
  - Vainqueur : 1990
- Championnat de France
  - Finaliste en 1959
  - Troisième en 1991
- Championnat de France de Division 2
  - Vainqueur : 1965, 1989
  - Finaliste : 1958

### Parcours détaillé
| Saison    | Niveau | Classement   | Remarques |
| --------- | ------ | ------------ | --- |
| 1986-1987 | 3      | 2e           | Finaliste de N1, battu par l'US Altkirch                                                                        |
| 1987-1988 | 2      | 2e (poule 1) | - |
| 1988-1989 | 2      | 1er          | Champion de D2 et promu en D1                                                                                   |
| 1989-1990 | 1      | 7e           | Vainqueur de la Coupe de France                                                                                 |
| 1990-1991 | 1      | 3e           | Éliminé en 1/8 de finale de la Coupe des Coupes (C2) Zlatko Saračević, meilleur buteur du Championnat de France |
| 1991-1992 | 1      | 9e           | Éliminé en 1/8 de finale de la Coupe de l'IHF (C3) Marc Wiltberger, meilleur buteur du Championnat de France    |
| 1992-1993 | 1      | 7e           | - |
| 1993-1994 | 1      | 14e          | - |
| 1994-1995 | 1      | 8e           | Olivier Maurelli, meilleur buteur du Championnat de France                                                      |
| 1995-1996 | 1      | 6e           | - |
| 1996-1997 | 1      | 9e           | - |
| 1997-1998 | 1      | 5e           | - |
| 1998-1999 | 1      | 7e           | - |
| 1999-2000 | 1      | 9e           | - |
| 2000-2001 | 1      | 10e          | Ciprian Beșta, meilleur buteur du Championnat de France                                                         |
| 2001-2002 | 1      | 15e          | Dernier et relégué en Division 2                                                                                |
| 2002-2003 | 2      | 3e           | - |
| 2003-2004 | 2      | 14e          | Relégué en Nationale 1                                                                                          |
| 2004-2005 | 3      | ?e           | - |
| 2005-2006 | 3      | ?e           | Promu en Division 2                                                                                             |
| 2006-2007 | 2      | 14e          | Relégué en Nationale 1                                                                                          |
| 2007-2008 | 3      | 3e           | - |
| 2008-2009 | 3      | 6e           | - |
| 2009-2010 | 3      | 5e           | - |
| 2010-2011 | 3      | 2e           | - |
| 2011-2012 | 3      | 2e           | - |
| 2012-2013 | 3      | 1er          | Promu en Division 2                                                                                             |
| 2013-2014 | 2      | 4e           | Dépôt de bilan                                                                                                  |

## Historique du logo

Logo avant 2014
Logo actuel depuis 2014

## Personnalités liées au club
Quatre joueurs du club ont terminé meilleur buteur du Championnat de France
- Zlatko Saračević : au club de 1990 à 1991, meilleur buteur en 1990/91 avec 169 buts
- Marc Wiltberger : au club de 1990 à 1993, meilleur buteur en 1991/92 avec 185 buts
- Olivier Maurelli : au club de 1993 à 1995, meilleur buteur en 1994/95 avec 181 buts
- Ciprian Beșta : au club de 1995 à 2002, meilleur buteur en 2000/01 avec 140 buts

Parmi les autres joueurs, on trouve :
- Željko Anić : de ? à 1990
- William Annotel : de 2001 à 2002
- Fabien Arriubergé : de 1993 à 1999
- Patrick Bos : de 1986 à 2003
- Slaviša Đukanović : de 2006 à 2007
- Jérôme Fernandez : de 1993 à 1997
- Bernard Gaffet : de ? à 1990
- Philippe Julia : de 1997 à 1998
- Frank Perchicot : dans les années 1980/90
- Yohann Ploquin : de 1996 à 1998
- Bruno Rios : dans les années 1980/90
- Jean-Michel Serinet : de 1987 à 1995
- Irfan Smajlagić : de 2000 à 2001
- Igor Tchoumak : de 1999 à 2000

Parmi les entraîneurs, on trouve :
- Boro Golić : de 1988 à 1991 puis de 1992 à 1998
- Thierry Vincent : de 1991 à 1992